# Houle de la Banche
La houle de la Banche est une grotte marine du cap Fréhel située sur la commune de Plévenon, département des Côtes-d'Armor. 

## Toponymie
Le terme houle est issu du scandinave hol qui signifie « caverne », plus précisément par l'intermédiaire du normand houle, connaissant également les formes hōle, houole, hul signifiant « cavité en particulier dans les rochers en bord de mer ou dans les berges du bord des rivières », « creux ou se cachent les poissons », « petites cavernes où peuvent séjourner coquillages et poissons », lui-même de l'ancien scandinave hol « cavité ». Il est à l'origine du français houle « mouvement ondulatoire de la mer ». Ce terme désigne des grottes marines sur la côte nord de la Bretagne (Ille-et-Vilaine et Côtes-d’Armor).

## Spéléométrie
La dénivellation de la cavité est de 11 m (-8 ; +3) pour un développement de 142 m. La partie de la grotte qui nécessite l'usage d'un bateau n'a pas été explorée ni topographiée ; cette partie peut être estimée à environ 30 m et débouche dans la mer.

## Géologie
La houle s'ouvre dans les grès rouges de l'Ordovicien qui dominent la mer d'environ 70 m. Les bancs de grès sont parfois recoupés par des roches filoniennes de couleur sombre, la dolérite. Deux types de roche sont représentés : les grès (roche sédimentaire) et la dolérite (roche magmatique). La houle de la Banche se développe au contact de ces deux roches.

## Explorations
En 1990, la grotte-tunnel de la Banche a été reconnue à la faveur d'une marée d'amplitude moyenne (coefficient de 75) jusqu'à une voûte mouillante (développement : 87 m). Puis en 1991, malgré une marée de coefficient 108, qui découvre les passages inondés, la progression a été arrêtée à une trentaine de mètres de la sortie du tunnel, devant un canyon envahi par la mer. La cavité a fait l'objet de deux séances topographiques les 23 septembre 1990 et 9 septembre 1991 (développement : 142 m) par Jean-François Plissier et Jean-Yves Bigot.